# 津元頼光
津元 頼光（つもと よりみつ、1957年 -）は日本の農水官僚。

## 来歴
広島県出身。広島学院高校、東京大学農学部卒業。1979年に農林水産省に入省。林野庁を中心に勤務し、2001年林野庁森林整備部計画課首席森林計画官、2004年林野庁国有林野部職員・厚生課長などをへて林野庁森林整備部長。その後北海道森林管理局長を務め、2016年辞職。

## 略歴
- 1979年：農林水産省入省
- 長野営林局坂下営林署長
- 1989年4月：名古屋営林局企画調整室長[2]
- 林野庁指導部計画課課長補佐
- 1997年4月：群馬県林務部林業振興課長[3]
- 2001年：林野庁森林整備部計画課首席森林計画官[4]
- 2002年：四国森林管理局計画部長
- 2004年：林野庁国有林野部職員・厚生課長
- 林野庁国有林野部経営企画課長
- 2007年4月：九州森林管理局長
- 林野庁森林整備部長
- 2011年8月：北海道森林管理局長[5]
- 2013年10月：独立行政法人農林漁業信用基金副理事長
- 2015年10月：林野庁林政部林政課林業・木材産業情報分析官兼木材利用課[6]
- 2016年3月：辞職
- 2016年12月：日本林道協会専務理事[7]
- 2016年：日本治山治水協会専務理事[8]
- 一般社団法人日本林業協会副会長（非常勤）